# Divertimento in folk
Divertimento in folk è il secondo album in studio di Brigan Tony, pubblicato nel 1980 dall'etichetta discografica Seamusica.
Le canzoni sono state pubblicate con tipici stili della musica siciliana, come la tarantella (ad esempio i brani Tarantella capricciusa e Tarantella cca nnocca).

## Tracce
Testi e musiche di Antonino Caponnetto, eccetto dove indicato.
1. Quannu mi maritai
2. U gilatu do turcu
3. Ma chè bella
4. A sasizza
5. E ora abballamu tutti
6. Carusidda siciliana
7. A cassa malatia
8. Amara a cu si marita
9. Tarantella capricciusa (L. Finocchiaro)
10. U spaghettu
11. Amuri miu (A. Caponnetto e L. Finocchiaro)
12. Tarantella ca nnocca